# Aralla de Luna
Aralla de Luna es una localidad española perteneciente al municipio de Sena de Luna, en la provincia de León, en plena montaña leonesa y muy cerca de Asturias. El acceso al pueblo se realiza por la carretera LE-473, que une el embalse de Barrios de Luna con la collada de Aralla. Las localidades limítrofes son Cubillas de Arbas y Geras (León). 
Su origen se remonta al siglo XII, cuando los condes de Luna cedieron el valle para la creación de un pueblo. En 1936 fue bombardeada por la Legión Cóndor; a pesar de no ser un bombardeo sobre la población civil como el de Guernica, produjo bajas y perjuicios sobre la misma, ya que los objetivos militares que buscaban bombardear estaban dentro del pueblo. Una lápida en el cementerio recuerda a las víctimas del ataque. Las fiestas se consagran a Nuestra Señora, y se celebran el primer fin de semana de septiembre.

## Referencias

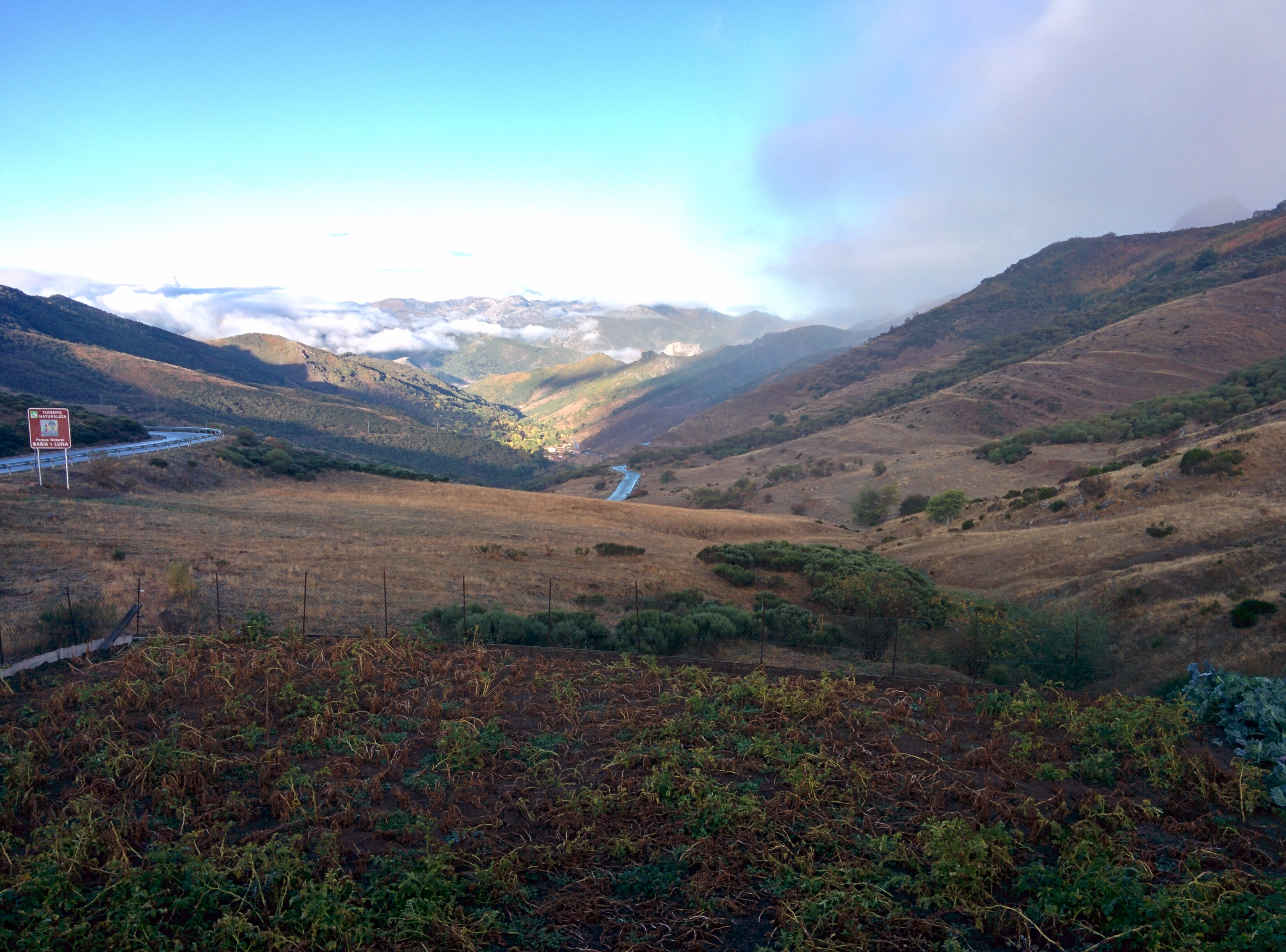
Aralla de Luna desde el puerto de Aralla